# 1 500 meter för damer i friidrott vid olympiska sommarspelen 1984
1 500 meter för damer vid olympiska sommarspelen 1984 i Los Angeles avgjordes den 11 augusti. 

## Medaljörer
| Gren        | Guld                      | Guld    | Silver                   | Silver  | Brons                     | Brons   |
| 1 500 meter | Gabriella Dorio · Italien | 4.03,25 | Doina Melinte · Rumänien | 4.03,76 | Maricica Puică · Rumänien | 4.04,15 |

## Resultat
- Q innebär avancemang utifrån placering i heatet.
- q innebär avancemang utifrån total placering.
- DNS innebär att personen inte startade.
- DNF innebär att personen inte fullföljde.
- DQ innebär diskvalificering.
- NR innebär nationellt rekord.
- OR innebär olympiskt rekord.
- WR innebär världsrekord.
- WJR innebär världsrekord för juniorer
- AR innebär världsdelsrekord (area record) (I detta fall europarekord)
- PB innebär personligt rekord.
- SB innebär säsongsbästa.

### Final
| Placering | Final                   | Tid     |
| --------- | ----------------------- | ------- |
|           | Gabriella Dorio (ITA)   | 4.03,25 |
|           | Doina Melinte (ROU)     | 4.03,76 |
|           | Maricica Puică (ROU)    | 4.04,15 |
| 4.        | Roswitha Gerdes (FRG)   | 4.04,41 |
| 5.        | Christine Benning (GBR) | 4.04,70 |
| 6.        | Christina Boxer (GBR)   | 4.05,53 |
| 7.        | Brit McRoberts (CAN)    | 4.05,98 |
| 8.        | Ruth Wysocki (USA)      | 4.08,32 |
| 9.        | Fiţa Lovin (ROU)        | 4.09,11 |
| 10.       | Debbie Scott (CAN)      | 4.10,41 |
| 11.       | Lynne MacDougall (GBR)  | 4.10,58 |
| 12.       | Elly van Hulst (NED)    | 4.11,58 |

### Semifinaler
- Hölls 1984-08-09

| Placering | Heat 1                      | Tid     |
| --------- | --------------------------- | ------- |
| 1.        | Christine Benning (GBR)     | 4.10,48 |
| 2.        | Doina Melinte (ROU)         | 4.10,48 |
| 3.        | Fiţa Lovin (ROU)            | 4.10,58 |
| 4.        | Roswitha Gerdes (FRG)       | 4:10.64 |
| 5.        | Brit McRoberts (CAN)        | 4:10.64 |
| 6.        | Elly van Hulst (NED)        | 4:10.69 |
| 7.        | Missy Kane (USA)            | 4:11.86 |
| 8.        | Diana Richburg (USA)        | 4:13.35 |
| 9.        | Helen Ritter (LIE)          | 4:19.39 |
| 10.       | Justina Chepchirchir (KEN)  | 4:21.97 |
| 11.       | Laverne Bryan (ANT)         | 4:32.44 |
| 12.       | Kriscia Lorena García (ESA) | 4:38.00 |

| Placering | Heat 2                      | Tid     |
| --------- | --------------------------- | ------- |
| 1.        | Gabriella Dorio (ITA)       | 4.04,51 |
| 2.        | Maricica Puică (ROU)        | 4.05,30 |
| 3.        | Ruth Wysocki (USA)          | 4.06,65 |
| 4.        | Christina Boxer (GBR)       | 4:07.40 |
| 5.        | Lynne MacDougall (GBR)      | 4:09.08 |
| 6.        | Debbie Scott (CAN)          | 4:09.16 |
| 7.        | Jill McCabe (SWE)           | 4:16.48 |
| 8.        | Alejandra Ramos (CHI)       | 4:22.03 |
| 9.        | Liliana Gongora (ARG)       | 4:28.02 |
| 10.       | Mariciane Mukamurenzi (RWA) | 4:31.56 |
| —         | Margrit Klinger (FRG)       | DNS     |